# Алмере
Алмере (нід. Almere) — місто й муніципалітет у провінції Флеволанд у центральній частині Нідерландів. Межує із муніципалітетами Лелістад і Зеволде. Муніципалітет Алмере складається з районів Алмере-Стад, Алмере-Гавен, Алмере-Бейтен, Алмере-Гавт, Алмере-Порт (будується) і Алмере-Пампус (у стадії проєктування).
Алмере — одне з наймолодших міст у Нідерландах: його перший будинок закінчили будувати в 1976 році. Алмере став окремим муніципалітетом у 1984 році; є найбільшим муніципалітетом у провінції Флеволанд з населенням 183 270 чоловік (на 1 січня 2008 року).

## Географія
Алмере розташований у польдері на півдні провінції Флеволанд. Він — найбільш західний муніципалітет у провінції. Алмере межує на заході й півночі з озером Маркермер, на північному сході з муніципалітетом Лелістад, на сході з муніципалітетом Зеволде, а також на півдні з озером Гоймер.
Алмере складається з шести районів, три з яких реконструюють.

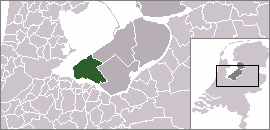
розташування Алмере на мапі провінції Флеволанд і Нідерландів

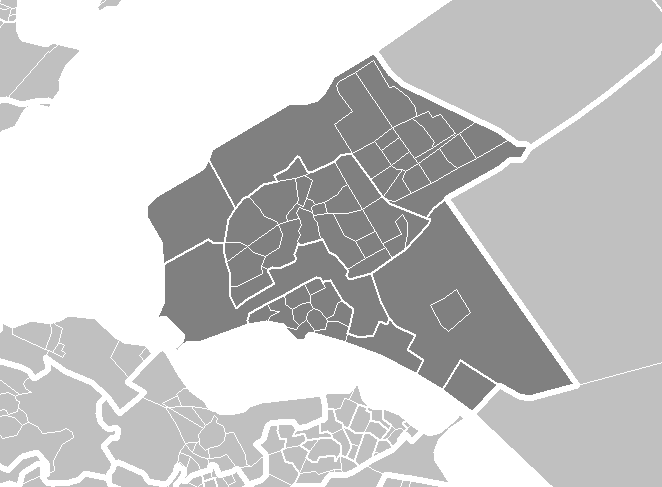
мапа Алмере

| Район         | Рік появи | Положення |
| ------------- | --------- | --------- |
| Алмере-Гавен  | 1976      |           |
| Алмере-Стад   | 1980      |           |
| Алмере-Бейтен | 1984      |           |
| Алмере-Гавт   | 1991      |           |
| Алмере-Порт   | 2000      |           |
| Алмере-Пампус | 2009      |           |

## Історія
На території майбутнього муніципалітету Алмере в XII—XX ст. перебувала південна частина затоки Північного моря Зейдерзеє, що вдавалася на 5000 км² у територію Нідерландів. Потім на цій території перебувало прісноводне озеро Ейсселмер. У 1975 році частина його була осушена в рамках проєкту «Зейдерзе» і почався розвиток майбутнього муніципалітету Алмере. Його перший будинок був закінчений у 1976 році. Алмере став окремим муніципалітетом у 1984 році. Муніципалітет очолюється бургомістром.
Місто проєктувалося в 1970-і роки, тому ранні будинки зводилися в стилістиці функціоналізму й прагнення приховати соціальні контрасти між багатими і бідними.

## Адміністративно-територіальний поділ

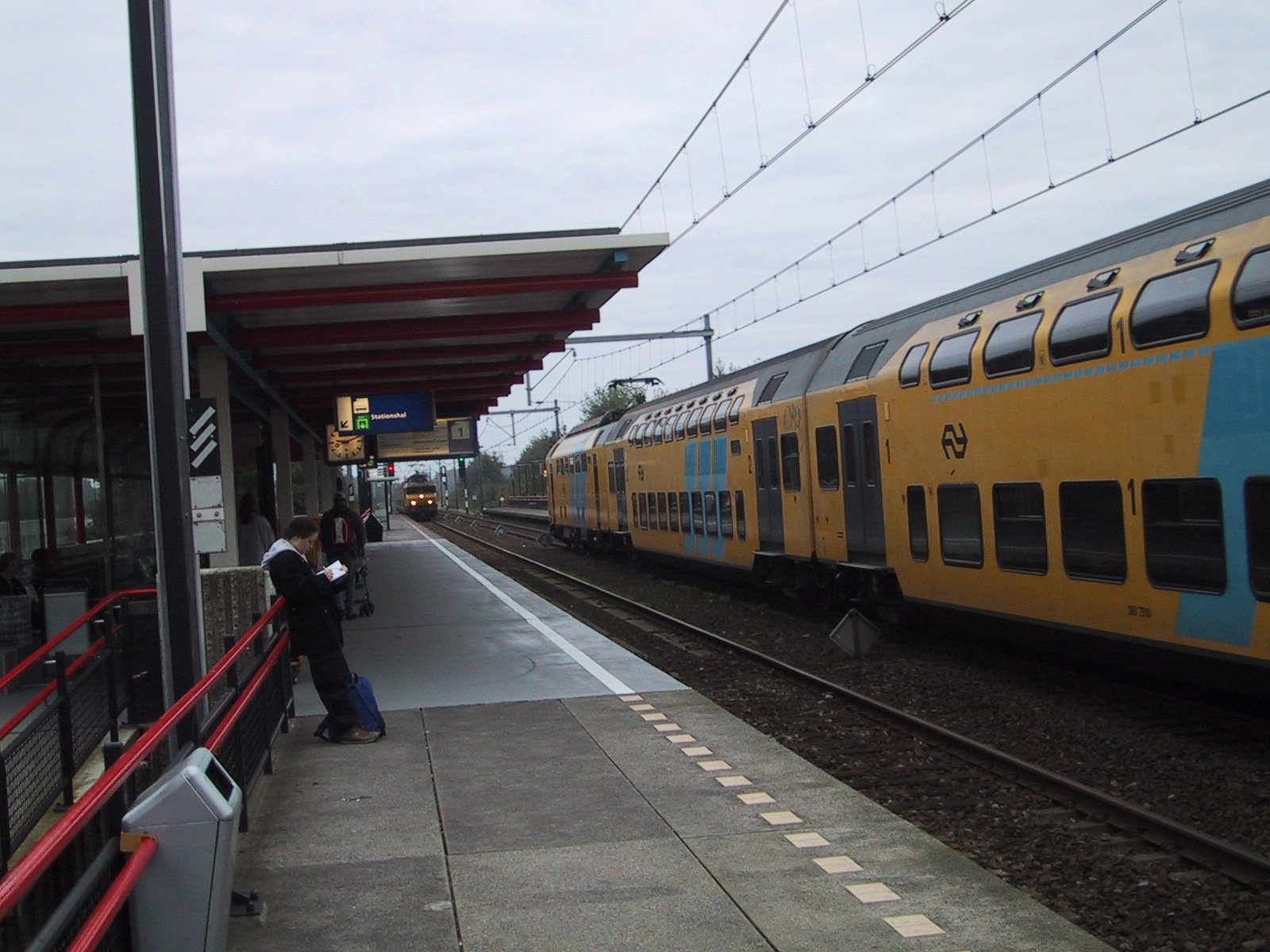
станція в Алмере

Муніципалітет розділений на 6 районів, загалом в Алмере проживає 183 270 осіб (на 1 січня 2008 року).

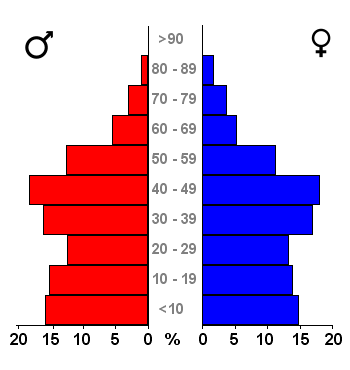
демографія

| Район         | населення, (2007) |
| ------------- | ----------------- |
| Алмере-Гавен  | 22507             |
| Алмере-Стад   | 105261            |
| Алмере-Бейтен | 51751             |
| Алмере-Гавт   | 1345              |
| Алмере-Порт   | 134               |
| Алмере-Пампус |                   |

## Демографія
|      | Алмере-Гавен | Алмере-Стад | Алмере-Бейтен | Алмере-Гавт | Алмере-Порт | Алмере в цілому |
| ---- | ------------ | ----------- | ------------- | ----------- | ----------- | --------------- |
| 1970 |              |             |               |             |             | 52              |
| 1975 |              |             |               |             |             | 47              |
| 1980 | 6.596        |             |               |             |             | 6.632           |
| 1985 | 21.410       | 17.240      | 1.559         |             |             | 40.297          |
| 1990 | 22.355       | 37.024      | 11.499        |             |             | 71.087          |
| 1995 | 22.376       | 58.816      | 22.740        | 564         |             | 104.496         |
| 2000 | 22.237       | 83.934      | 35.290        | 1.336       |             | 142.797         |
| 2005 | 22.590       | 103.560     | 47.358        | 1.366       |             | 175.008         |
| 2009 | 22.382       | 107.115     | 54.228        | 1.097       | 370         | 185.827         |

## Органи місцевого самоврядування

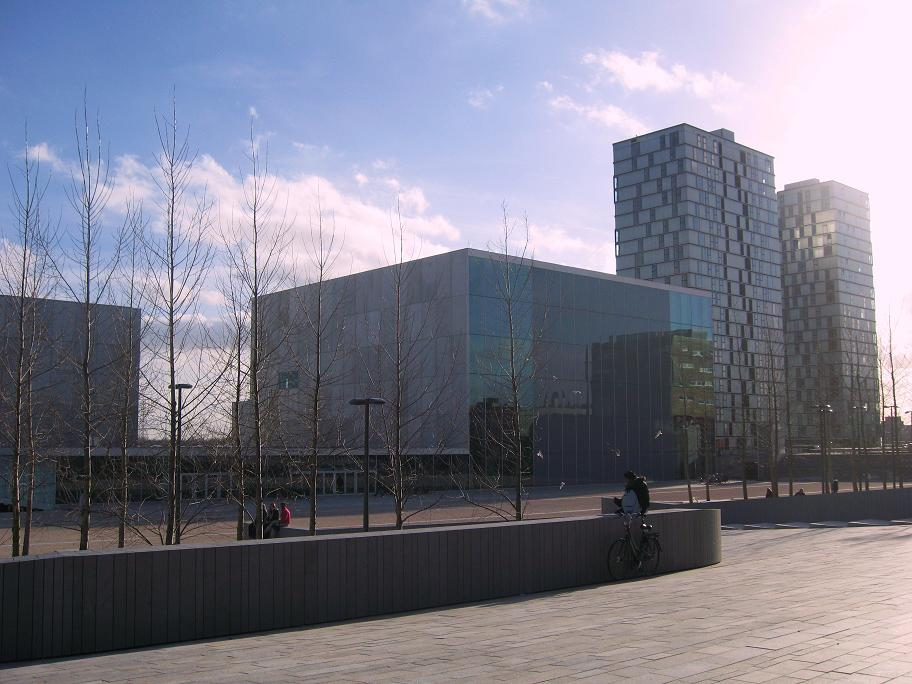
театр «Schouwburg Almere»

Алмере є муніципальним утворенням. Представницьким органом міського самоврядування є муніципальна рада. Вибори 39 членів ради проходять раз у чотири роки. У виборах має право брати участь все доросле населення муніципалітету (з будь-яким громадянством), ценз проживання в Алмере для участі в голосуванні встановлений в 5 років. Виконавчим органом місцевого самоврядування є виконавча рада, вона формується бургомістром і радою Адміністраторів. Останній формується коаліцією партій, що одержали перемогу на виборах у муніципальну раду. У Раді Адміністраторів Алмере — 4 чоловік.

## Розпланування і забудова

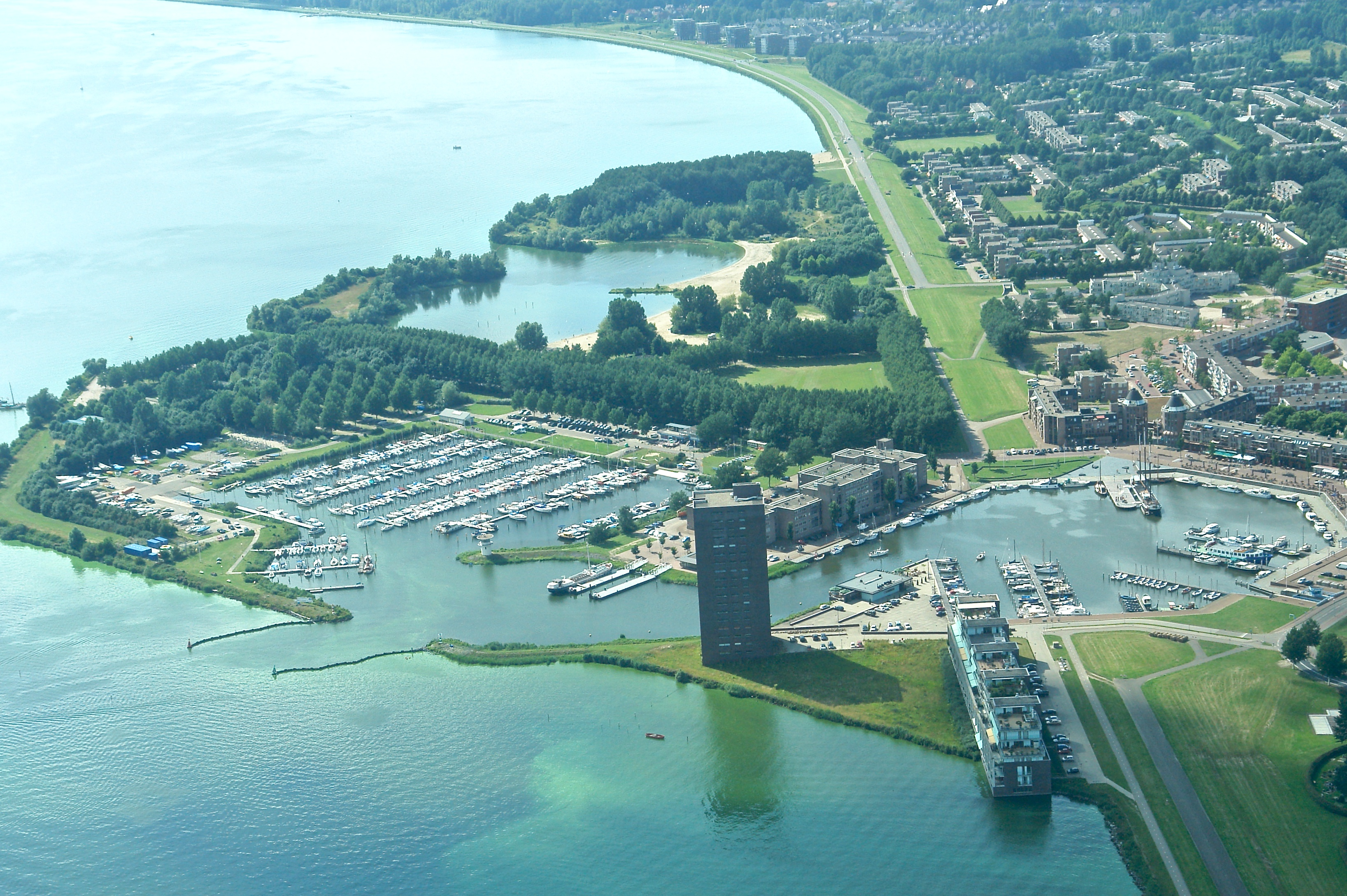

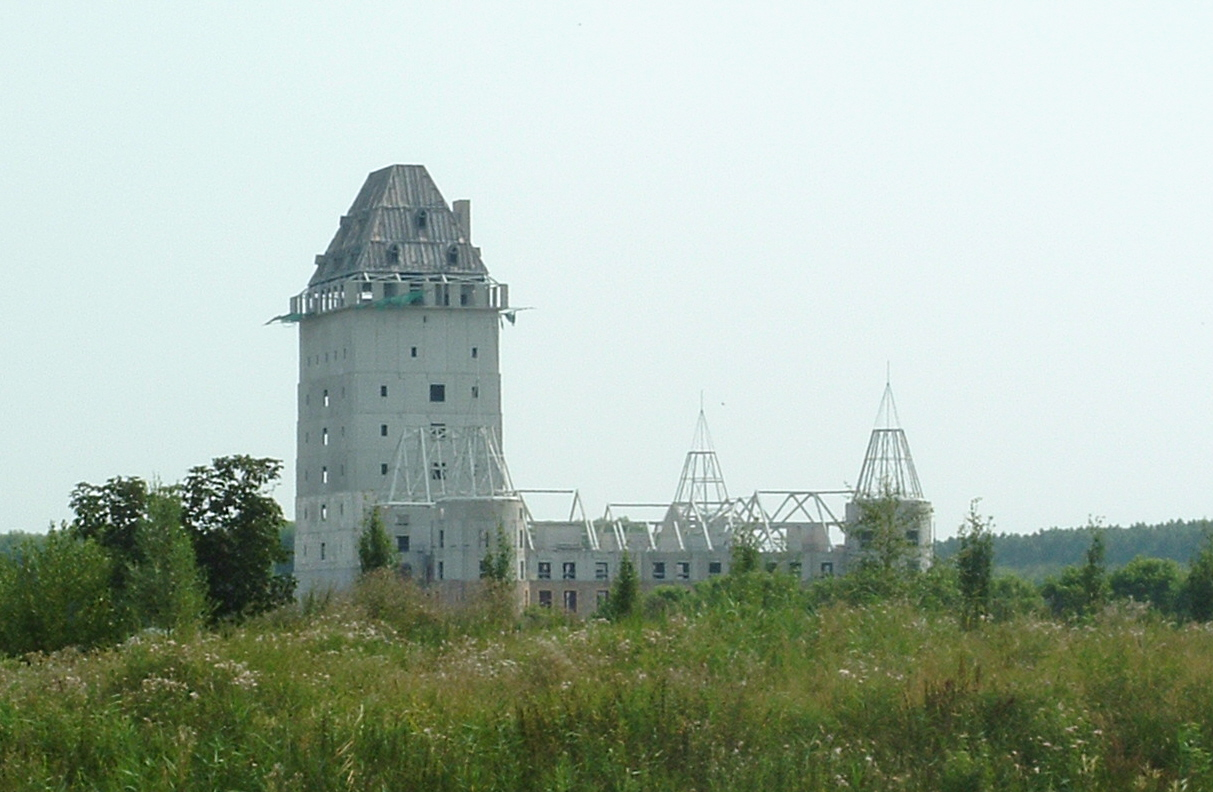
замок в Алмере

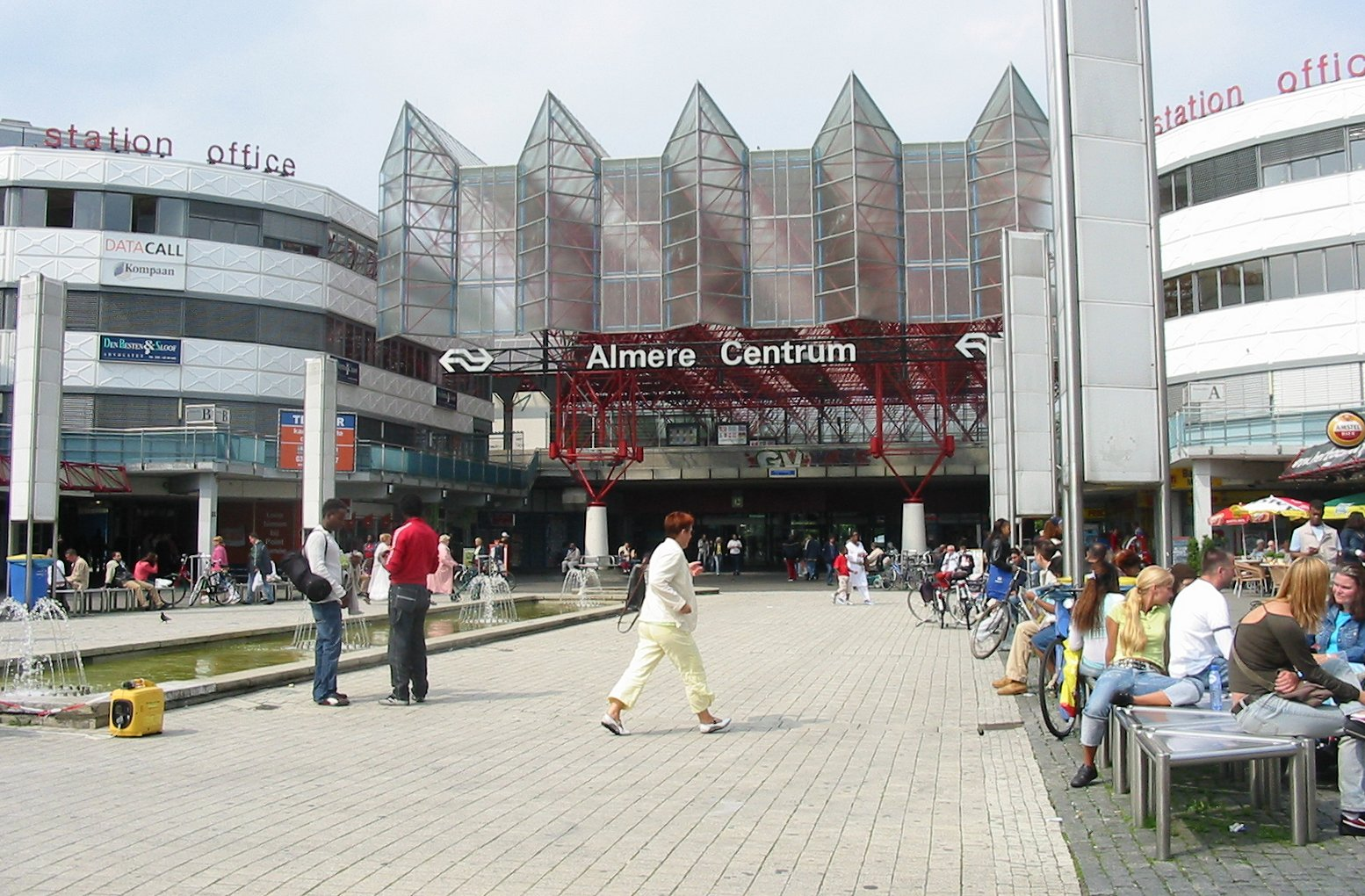
Станція «Алмере центральна»

Як і в кожному молодому місті, в Алмере був відсутній історичний центр, характерний для більшості європейських міст. Ситуацію ускладнював і низький, долинний ландшафт з повною відсутністю схилів і перепаду висот. Стандартна початкова забудова з використанням стандартних будівельних матеріалів зробила вигляд міста дещо нудним. Це неприємно контрастувало з недалеким Амстердамом, з його набережними і каналами, архітектурними ансамблями і забудовою в різних стилях. Зрештою виник і центр міста, хоча він не ніс вагомості містобудівного значення, що об'єднує все. В Алмере знайшли своє відтворення ідеї децентралізації та модернізації. В місті досі переважає поліцентричність, полінуклеарність. Тут таки вибудують власний «замок», але це буде гра з історичними алюзіями. В проект розбудови міста закладено настанову повільного будівництва міських районів (різних за площею), відокремлених один від одного зеленими смугами. Це було ще одним втіленням ідеї «місто-сад» в голландській будівельній практиці.
На момент початку забудови міста в Нідерландах переважало негативне ставлення до висотної забудови. На початковому етапі в місті переважали особнячки з малими садками та малоповерхова забудова. В місто відкочували тисячі молодих родин з малими чи середніми статками, а місто стало осередком голландського середнього класу, важливої складової стабільності кожної капіталістичної держави. Головними в транспорті міста запланували автобуси та велосипеди. Намагалися уникнути недоліків, що притаманні іншим «молодим» містам Нідерландів — Белмееру та Лелиштаду. Висотні споруди в місті таки було створено, але їх небагато і вони лише збагатили силует міста.
До створення сучасного вигляду забудови міста було залучено найкращих архітекторів Нідерландів. Серед них —
- Тен Колгас (Teun Koolhas),
- Даніель Лібескінд (Daniel Libeskind)
- Кес Дам (Cees Dam),
- Карл Вебер (Carel Weeber),
- Йо Кунен (Jo Coenen),
- Герман Гертцбергер (Herman Hertzberger)
- Рене ван Зюк (Rene van Zuuk)
- Клаус та Кан (Claus en Kaan),
- Меканоо (Mecanoo) та інші.

Також у місті плідно працювали архітектори-бельгійці (Гільда Дам, Hilde Daem), японці(Казуйо Сейїма, Kazuyo Sejima), британці (Вільям Олсоп, William Alsop), декілька архітектурних бюро тощо.
У співпраці з забудовниками працювали ландшафтні архітектори, інженери, садівники, дизайнери, соціологи, економісти. Досить активним було втручання в планування міста і місць рекреації Даніеля Лібескінда. Він автор розпланування Саду Кохання і Вогню. Територія останнього збагачена трьома каналами, які поєднані бетонною стежкою, прикрашеною скульптурами. Неподалік п'ятий об'єкт — пішохідна стежка з мостами через канали.
Дискусійним і цікавим став і другий об'єкт ландшафтного дизайну — так званий "Зелений Собор ", який створив в 1996-1997 роках Марінус Бузем (Marinus Boezem). Це компактно висаджені італійські пірамідальні тополі, добре відомі в пейзажних парках України ще з 18 століття. В Алмере вони нагадували про колони відомого готичного собору Франції в місті Реймс, який і надихав автора. Але собор вони не заміняють.

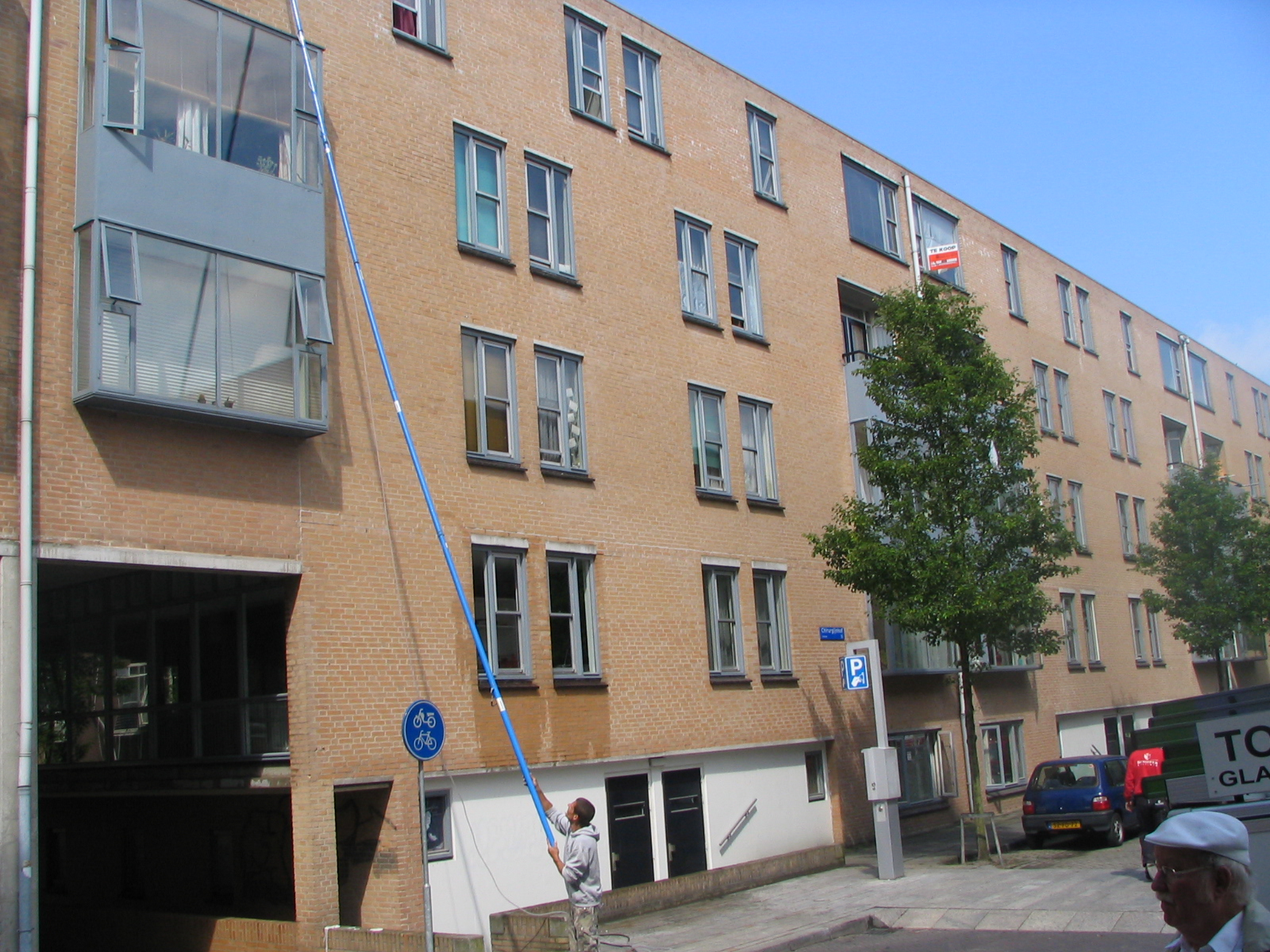
Типова забудова Алмере
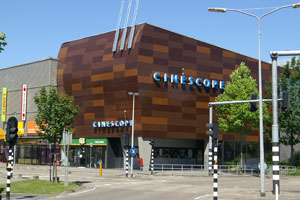
Сінескоп
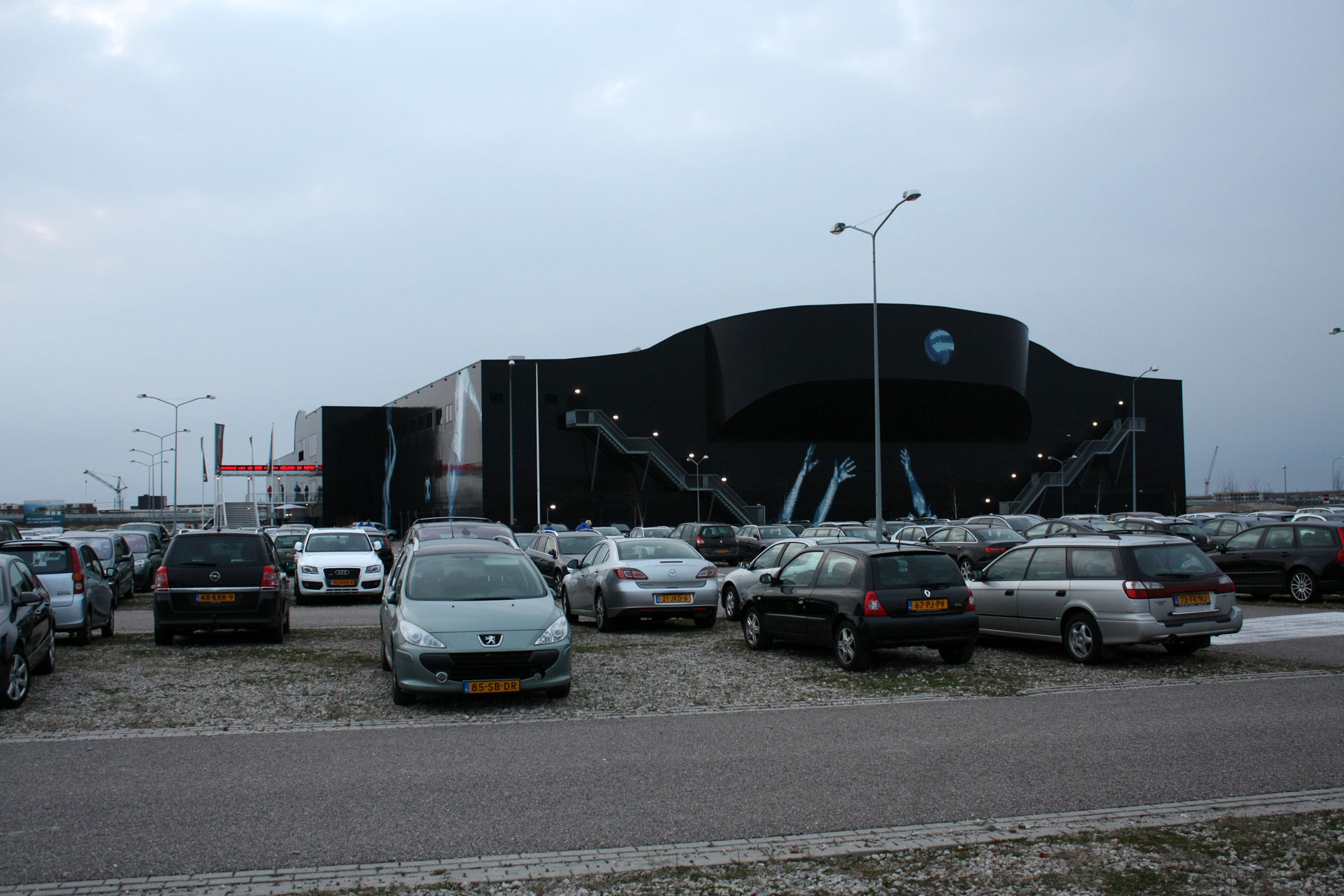
Спортивний Віктор Чендлер центр.
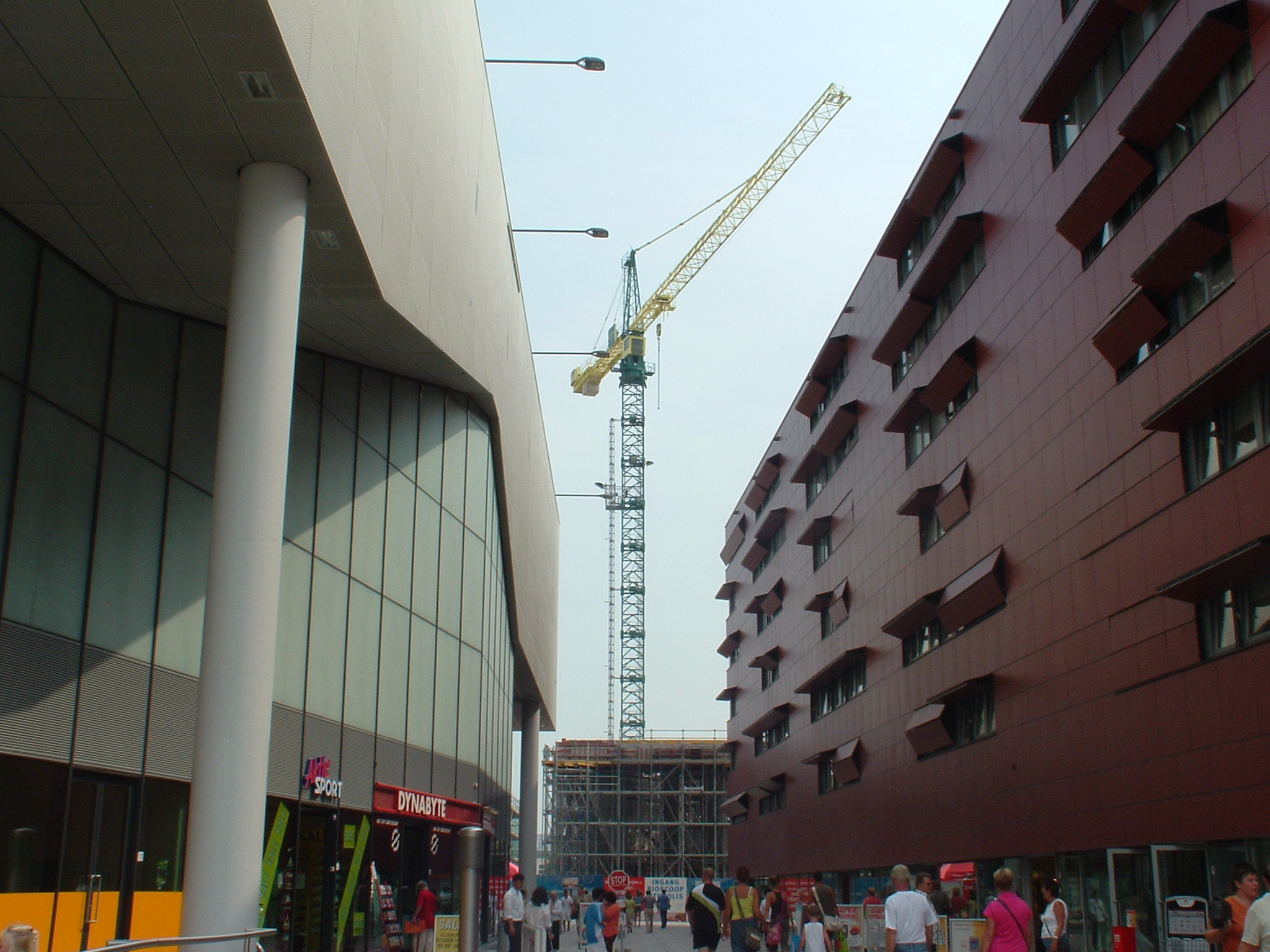
Центр Алмере
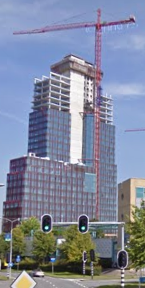
Хмарочос в Алмере

## Спорт
У місті базується професійний футбольний клуб «Алмере Сіті». Домашні матчі проводить на стадіоні «Янмар», що здатний умістити 4 501 глядача.

## Транспорт

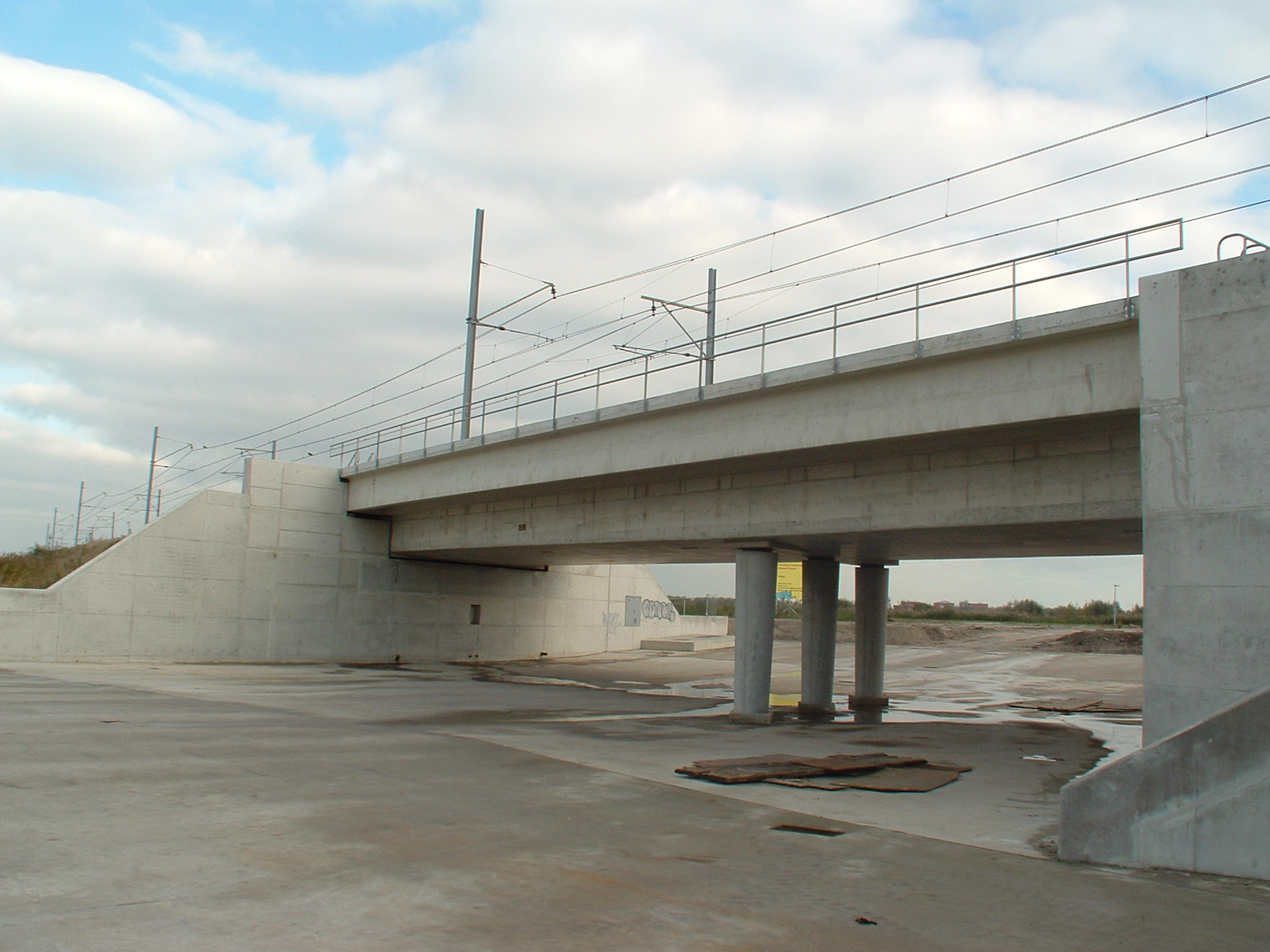
вид будованої станції «Алмере Порт»

Алмере великий залізничний і автотранспортний вузол. Через місто проходять автостради A6 і A27.
У 1987 році Алмере був з'єднаний з національною мережею залізниць (Nederlandse Spoorwegen), у 1988 році було остаточно закінчене будівництво залізничної гілки Флеволейн (Flevolijn), що зв'язала Лелістад та Алмере зі станцією Весп (Station Weesp).
У муніципалітеті Алмере — п'ять залізничних станцій:
- Almere Muziekwijk (відкрита в 1987 році)
- Алмере-Сентрюм (відкрита в 1987 році)
- Almere Parkwijk (відкрита в 1996 році)
- Алмере-Бейтен (відкрита в 1987 році)
- Almere Oostvaarders (відкрита в 2004 році).

Шосту станцію — Алмере-Порт — планується відкрити за три роки.
Окрім того, Алмере з'єднаний міжміським автобусним сполученням з Гілверсюмом, Зеволде, Гардервейком, аеропортом Амстердама Схіпгол і залізничною станцією Амстердама Амстел.

### Міський транспорт

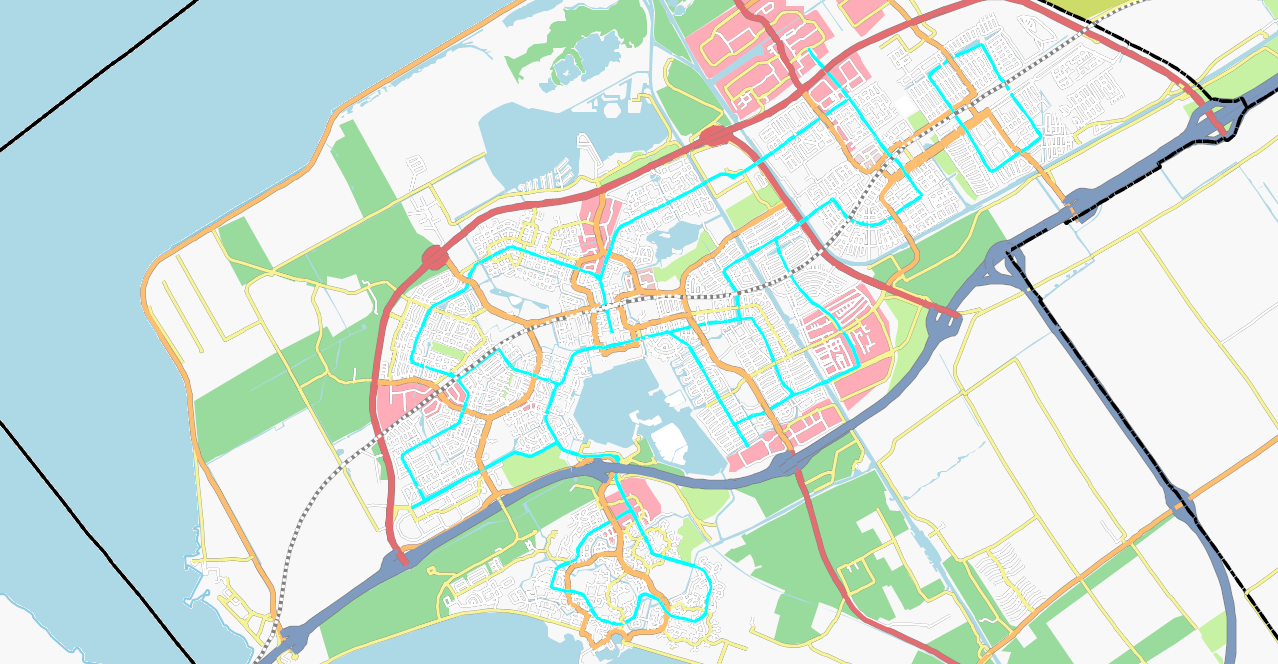
транспорт в Алмере

Транспортна інфраструктура Алмере примітна, завдяки розподілу її на інфраструктуру для велосипедистів (включаючи окремі велосипедні доріжки), автомобілістів і пасажирів автобусів (насамперед окремі смуги руху для автобусів).
В Алмере 10 автобусних ліній, що обслуговують міські райони:
- 1 Алмере Бейтен Stripheldenbuurt-Алмере Хавен де Маркен
- 2 CS Алмере-Gooisekant
- 3 Алмере de Vaart-Алмере Хавен Центун
- 4 CS Алмере-Almere Порт Columbuskwartier
- 5 Алмере Oostvaarders-Almere 't Oor (автобусна станція)
- 6 CS Алмере-Алмере Parkwijk
- 7 Алмере Noorderplassen-Алмере Sallandsekant
- 8 CS Алмере-Kemphaan
- 9 Алмере Бейтен-Алмере de Vaart
- 10 Алмере Бейтен- Алмере Черід Gooisekant

Більша частина автобусів проходить по маршруті з періодичністю в 7 хвилин.

## Міста-побратими
Алмере є містом-побратимом для таких міст світу:
- Данія, Ольборг
- Чехія, Чеські Будейовиці
- Естонія, Хаапсалу
- Гана, Кумасі
- Велика Британія, Ланкастер
- Велика Британія, Мілтон-Кінз
- Німеччина, Рендсбург
- Швеція, Векше